# 아마존 파이어 TV
아마존 파이어 TV(Amazon Fire TV)는 아마존이 개발한 일련의 디지털 미디어 플레이어 및 마이크로콘솔 기기들이다.
이 장치들은 인터넷을 통해 스트리밍된 디지털 오디오 및 비디오 콘텐츠를 연결된 HD TV에 전달하는 소형 네트워크 기기이다. 또한 사용자는 포함된 리모컨이나 다른 게임 컨트롤러를 사용하거나 다른 장치에서 모바일 앱 리모컨을 사용하여 로컬 콘텐츠에 액세스하고 비디오 게임을 즐길 수 있다.
이 장치들은 셋톱 박스와 HDMI 플러그인 스틱의 두 가지 폼 팩터로 제공되며 일반적으로 동시대의 박스보다 사양이 낮다. 현재 셋톱박스 모델은 Amazon Echo 스마트 스피커가 내장된 Fire TV Cube(Fire TV 박스 모델을 효과적으로 대체함)이며, 스틱 폼 팩터에는 보급형 Fire TV Stick Lite, 표준 Fire TV Stick, 고급 Fire TV Stick 4K 및 Fire TV Stick 4K Max(세 번째 제품은 3세대 Fire TV를 4K Ultra HD "펜던트"로 효과적으로 대체함)이다.
1세대 Fire TV 장치는 2014년 4월 2일에 공개되었다. 2세대 버전은 2015년에 출시되었으며 이후 정기적으로 추가 Fire TV 장치가 출시되었다.
2016년 3월, 아마존은 Fire TV Edition이라는 라벨이 붙은 일반 대중에게 판매되는 TV에 Amazon Fire OS 및 Fire TV 인터페이스가 내장되도록 TV 세트 제조업체와 협력하기 시작했다. 2018년 9월, 아마존은 Fire TV 브랜드 사용을 Fire TV 및 Amazon Echo Show 장치에서만 시청할 수 있는 공중파 TV 디지털 비디오 레코더인 Fire TV Recast로 확장했으며, 이 서비스는 2022년 8월에 중단되었다.

## 같이 보기
- 스마트 TV